# Piet Hein (physicien)
Pour les articles homonymes, voir Piet Hein (homonymie).
Piet Hein (né le 16 décembre 1905 à Copenhague et mort le 17 avril 1996 à Middelfart (Fionie)) est un poète, designer et scientifique danois.
Célèbre pour avoir créé un genre de poème nommé grook et en avoir écrit plus de 7 000, il est un descendant direct du pirate Piet Hein.
Il a notamment inventé les jeux de Hex et du Cube Soma. Il a aussi instauré l'usage de la superellipse dans l'architecture scandinave. Le superœuf est un gadget créé par Hein, par révolution d'une superellipse autour de son axe.